# Заменгоф-Залеска, Ванда
Ванда Заменгоф-Залеска (эсп. Wanda Zamenhof, пол. Wanda Zamenhof-Zaleska, 1893—1954) — польский врач и эсперантистка, жена А. Заменгофа.

## Биография
По образованию врач-офтальмолог, во время немецкой оккупации Польши была арестована и вместе с сыном Людвиком отправлена в Варшавское гетто, где оказывала медицинскую помощь его обитателям. Выбраться из гетто ей и сыну помог ксендз и активист НДП Марсель Годлевский. После побега из гетто Ванда с сыном скрывались с фальшивыми документами под фамилией Залески, которую впоследствии присоединили к собственной. После окончания войны Ванда продолжила работать врачом в Варшаве, где она погибла 30 июля 1954 в результате несчастного случая.